# Kapvävare
Kapvävare (Ploceus capensis) är en fågel i familjen vävare inom ordningen tättingar.

## Utseende och läte
Kapvävaren är en stor vävare med en lång och spetsig näbb. Hanen har ljust öga och under häckningstid brunaktig anstrykning i ansiktet. Honan har brunt öga och olivbrunt på buken. Den mindre arten brunstrupig vävare har knubbigare näbb, hanen har tydligare avgränsad brun strupe och honan har vit buk. Guldvävaren har rödaktiga ögon och saffransvävaren har ostreckad gulaktig rygg. Den långa och komplexa sången är tjattrig och raspig.

## Utbredning och systematik
Fågeln förekommer i Sydafrika. Den behandlas som monotypisk, det vill säga att den inte delas in i några underarter.

## Levnadssätt
Kapvävaren hittas i öppna landskap. Fågeln häckar ofta i artblandade kolonier över vatten eller i stora isolerade träd.

## Status
Arten har ett stort utbredningsområde och beståndet anses vara stabilt. Internationella naturvårdsunionen IUCN listar den därför som livskraftig (LC).

## Bilder

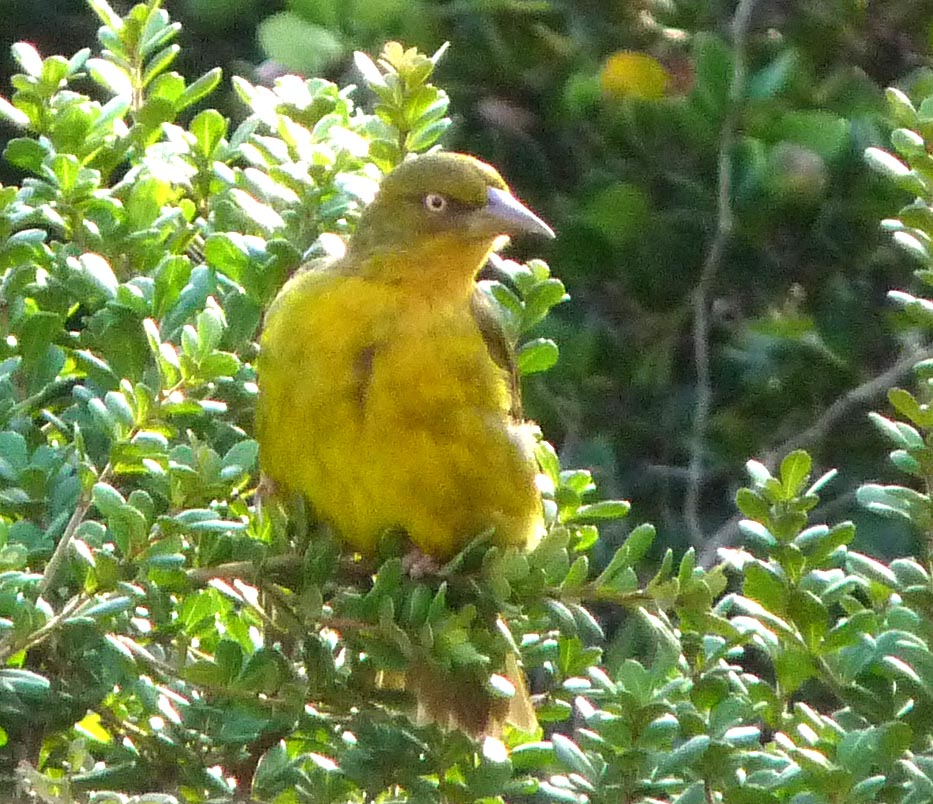
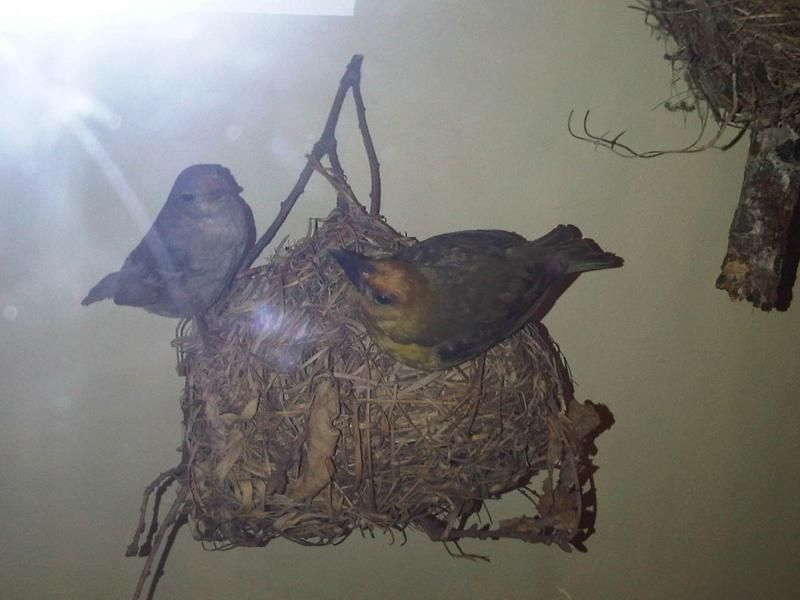
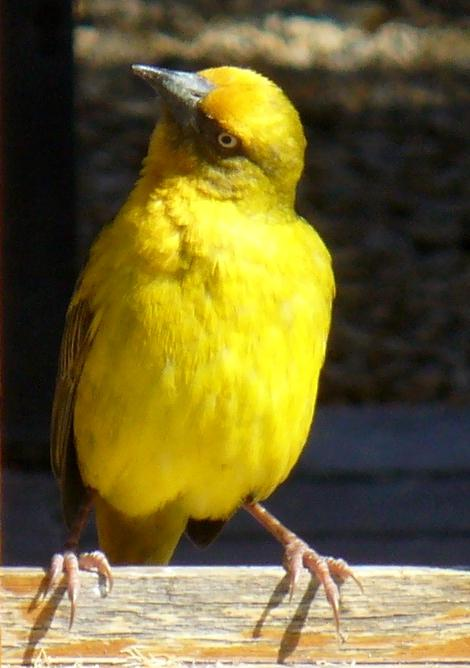
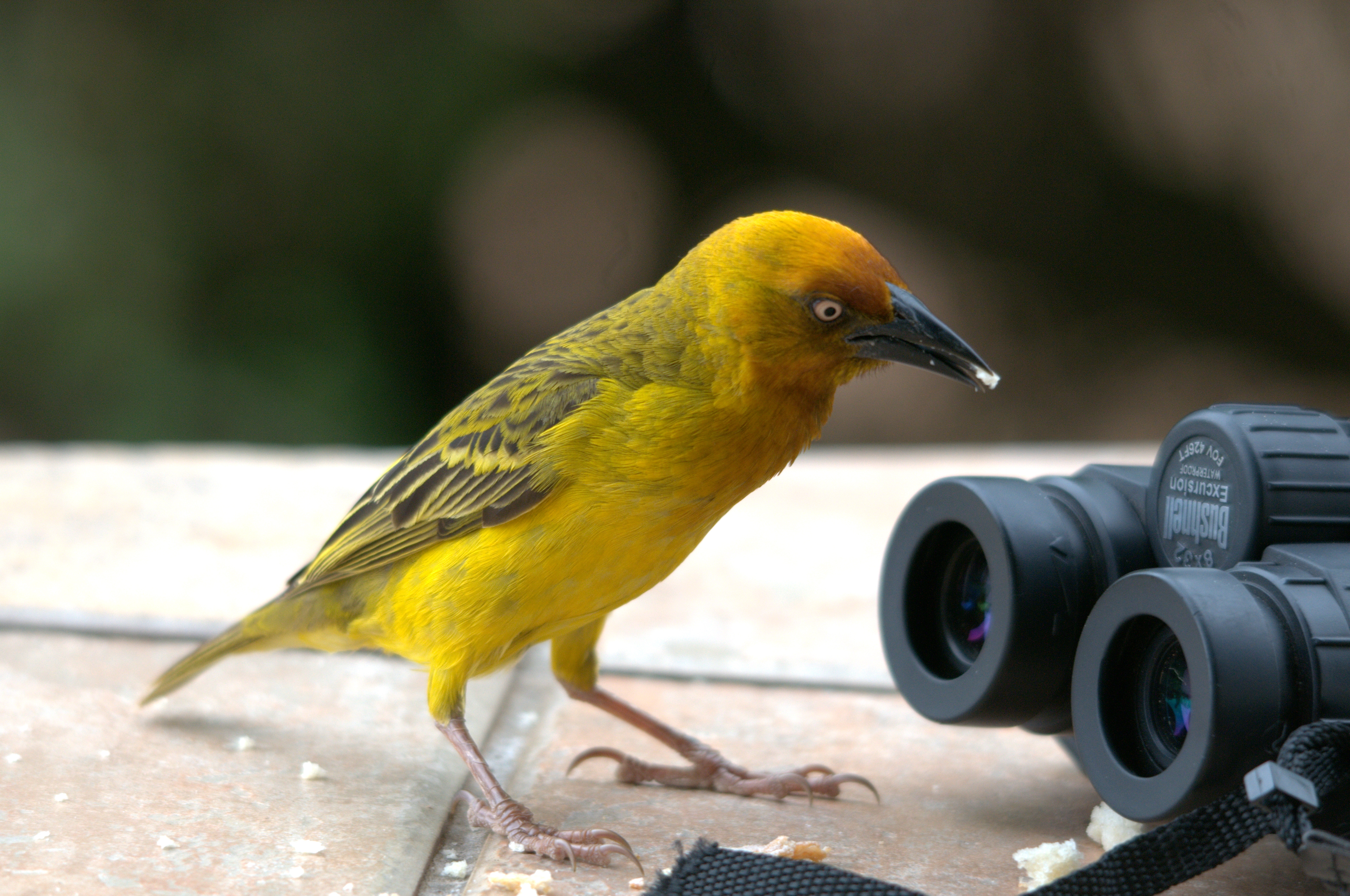
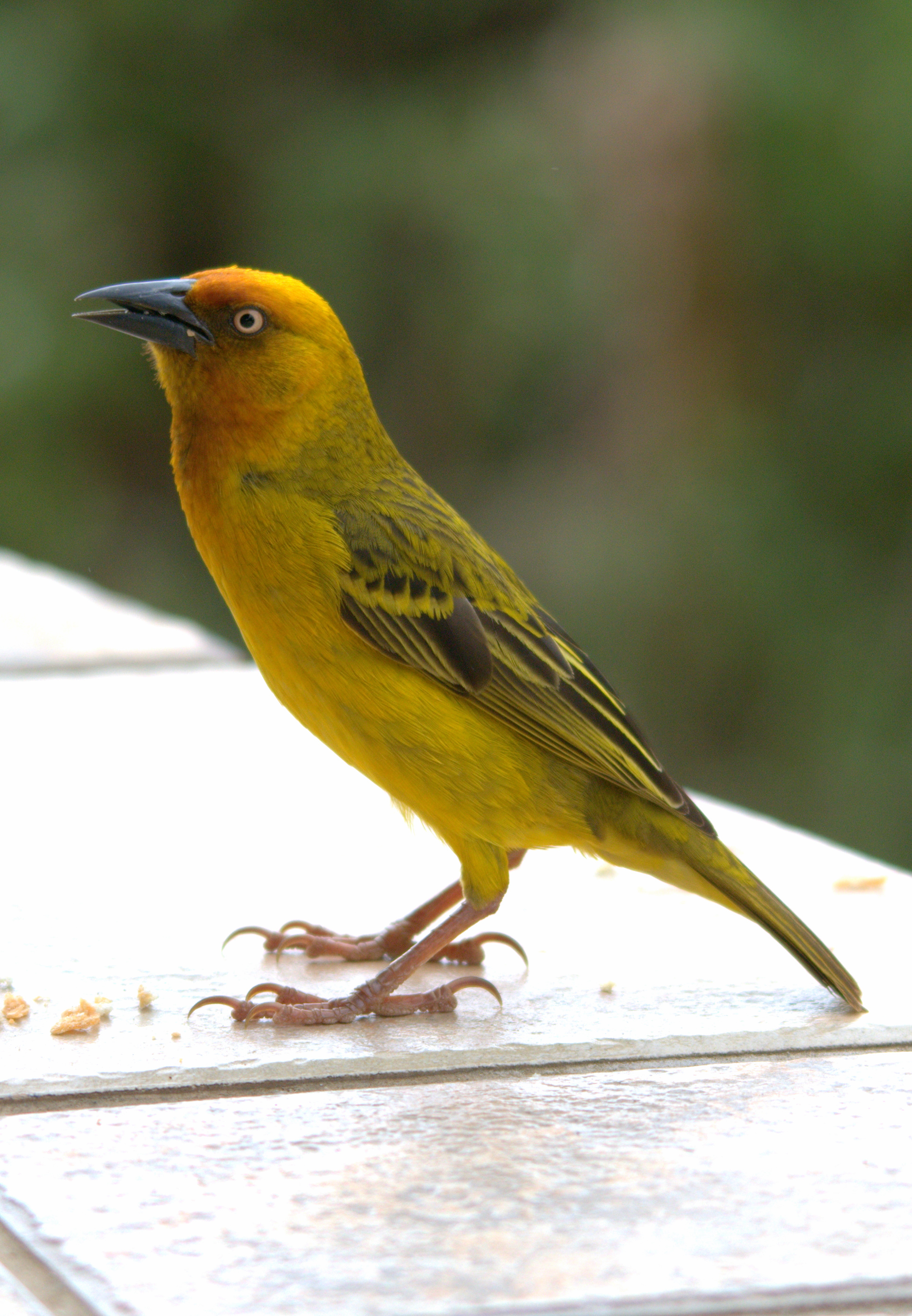
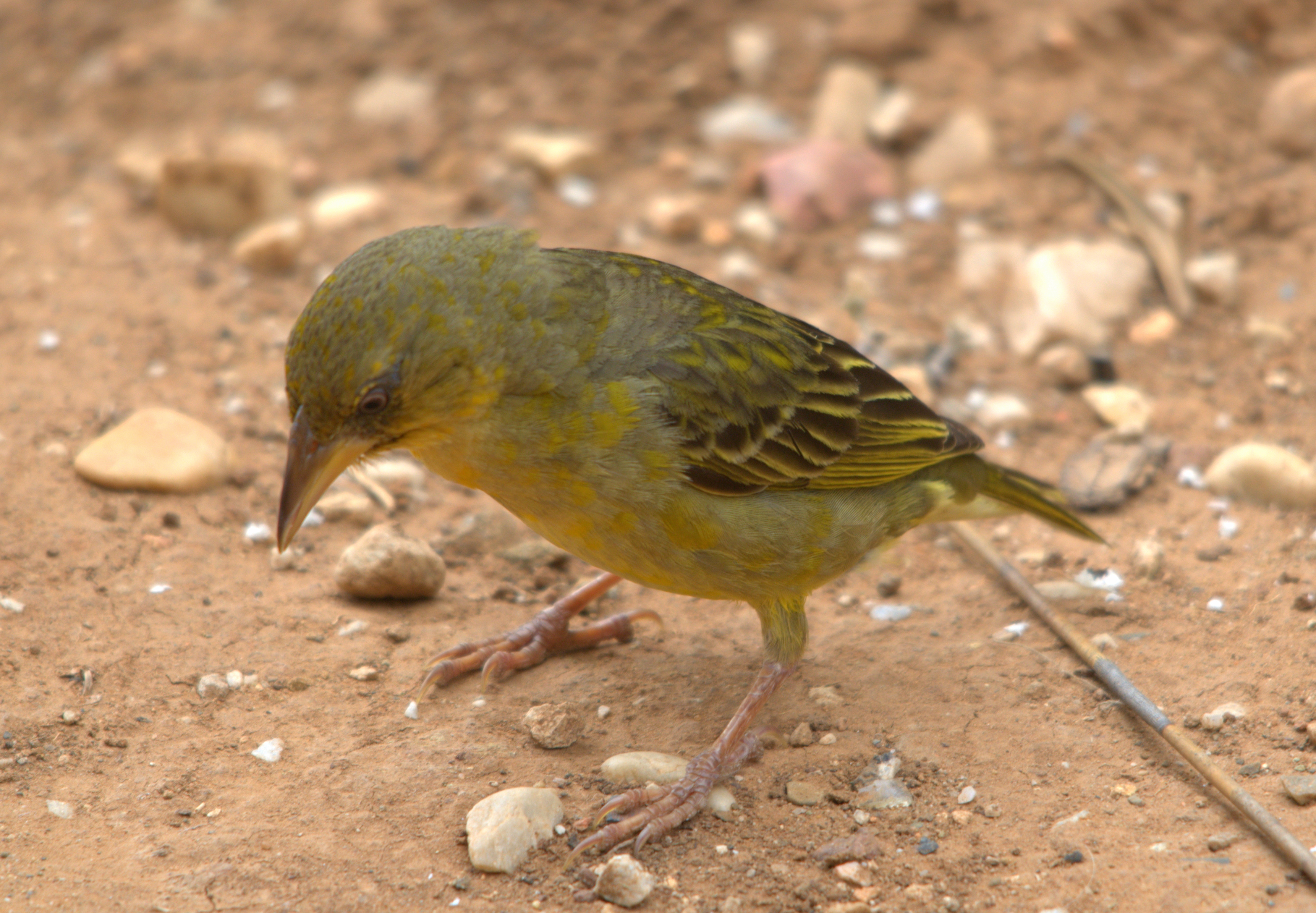
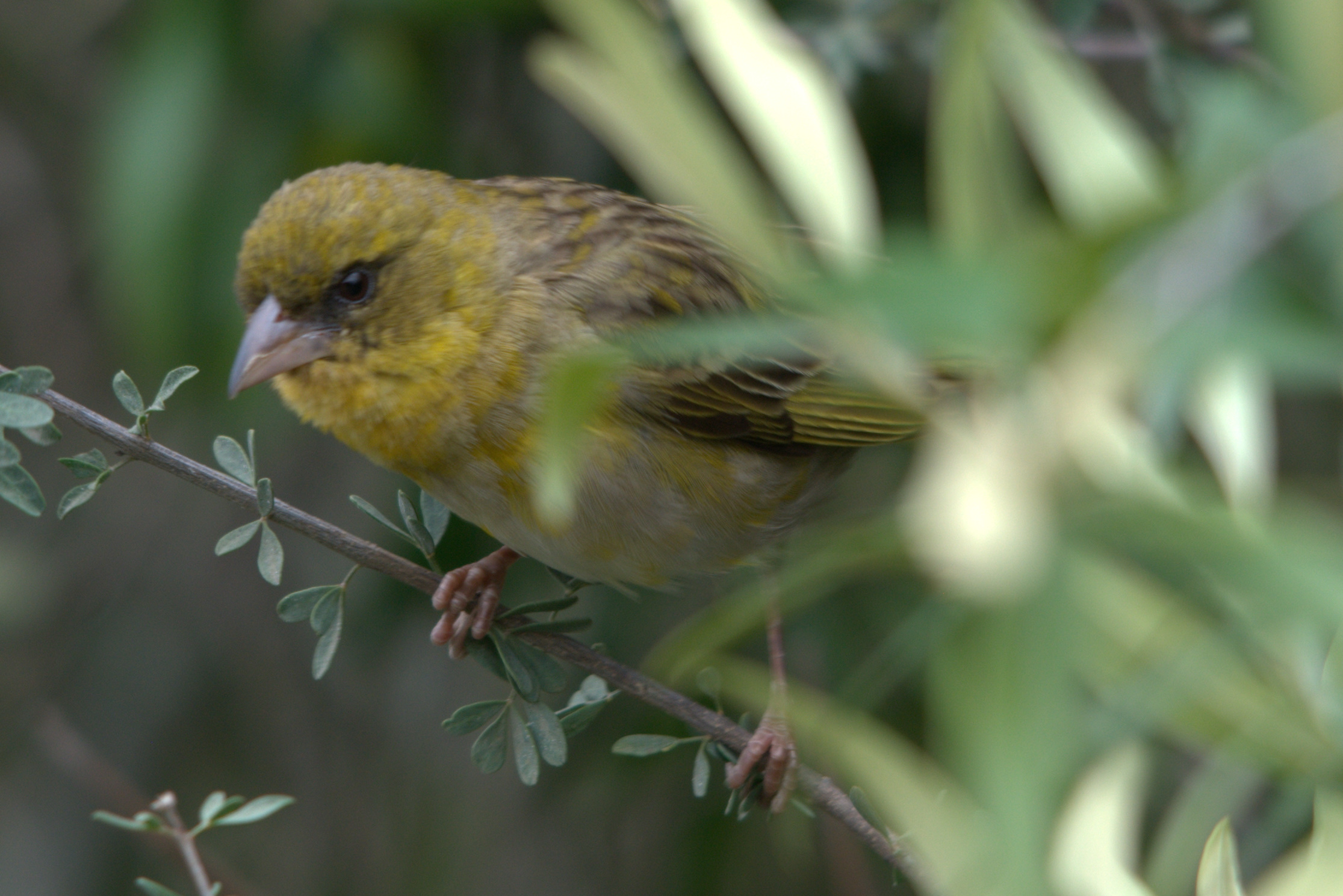